# الصمدانية الغربية
الصمدانية الغربية قرية من قرى محافظة القنيطرة في سوريا، وهي من القرى التي حررت في حرب أكتوبر عام 1973، ولا يتجاوز عدد سكانها ثلاثمائة نسمة، وفيها جامع ومدرسة لمرحلتي الابتدائية والإعدادية كما ويقع فيها أكبر سدود محافظة القنيطرة ويدعى سد المنطرة.